# Golf d'Amnéville-les-Thermes
Le golf d'Amnéville-les-Thermes est un golf français situé sur le centre thermal d’Amnéville entre les villes de Metz et de Luxembourg.

## Le site
Il est l’un des vingt parcours de golf lorrains et l’un des dix mosellans. Il fait partie du réseau Golfy.
De nombreuses compétitions s'y déroulent, dont la semaine internationale de compétitions au mois d'août. Le club a participé au Trophée Gounouilhou ainsi qu'au Trophée Jean Lignel. Le golf est affilié à la fédération française de golf.
Il comprend : 
- un parcours de dix-huit trous dessiné en 1992 par Jean-Manuel Rossi, qui s'étend sur 600 ha de forêts avec 70 ha de pelouse, de forêts et de plan d'eau. Les fairways sont bordés de hêtres, de charmes, de bouleaux, de chênes centenaires et ses sept plans d'eau peuplés de Ctenopharyngodon idella.
- un parcours compact de cinq trous.
- un practice sur tapis dont une partie couverte.
- un putting green ;
- un chipping green

## Les compétitions
- Le championnat du club est une compétition où les meilleurs joueurs du club se disputent le titre de champion du club et se déroule au mois d'avril
- Le Barclays Golf Trophy 57 Carolus Magnus, créé en 2007, elle se déroule au mois de mai.
- Le grand prix d'Amnéville, pour les meilleurs joueurs de la région à l'occasion de son grand prix fédéral. Le grand prix se déroule sur deux tours. Il se déroule soit au mois de mai, soit au mois de juin.
- Le petit prix d'Amnéville, il se déroule sur 2 tours, soit au mois de mai, soit au mois de juin.
- La « Ryder Cup Club »,

Le Golf d'Amnéville a reçu en juillet 2010 la Ryder Cup Club, une compétition de la Fédération française de golf pour soutenir la candidature de la France à la Ryder Cup 2018.
- La Grande semaine internationale, au mois d'août sur le parcours du golf d’Amnéville-les-Thermes.

Pendant cette semaine, une compétition est jouée tous les jours. Elle commence un samedi et se termine le dimanche huit jours plus tard. Cette épreuve qui fut créée en 2004 accueille plus de 1 000 golfeurs chaque année (plus 120 par compétition).
- Le trophée des Artisans.
- Le trophée des Partenaires.

## La division
Le golf d'Amnéville-les-Thermes reçoit annuellement une compétition nationale (organisée par la Fédération française de golf) ou régionale (organisée par la ligue de Lorraine de golf) :
| Saison | Type      | Catégorie             | Division   |
| ------ | --------- | --------------------- | ---------- |
| 2005   | Nationale | Messieurs             | Division 4 |
| 2006   | Nationale | Dames                 | Division 3 |
| 2007   | ///       | ///                   | ///        |
| 2008   | Nationale | Messieurs             | Division 4 |
| 2009   | Régionale | Messieurs             | Division 2 |
| 2010   | Nationale | Mid-Amateur Messieurs | Division 3 |
| 2011   |           |                       |            |

### École de golf
Le golf d'Amnéville-les-Thermes possède une école de golf qui accueille environ cent cinquante jeunes de tout âge entre 4 et 20 ans encadrés par trois professionnels.
Il s'agit de la 4e école de golf en France en 2008